# Henri Namphy
Henri Namphy, född 2 november 1932 i Grande Rivière du Nord, död 26 juni 2018 i Dominikanska republiken, var president på Haiti 6 februari 1986–7 februari 1988 samt 20 juni–17 september 1988.